# Leśce
Leśce – wieś  w Polsce położona w województwie lubelskim, w powiecie lubelskim, w gminie Garbów.
Wieś szlachecka położona była w drugiej połowie XVI wieku w powiecie lubelskim województwa lubelskiego. W latach 1975–1998 miejscowość należała administracyjnie do ówczesnego województwa lubelskiego.
Wieś stanowi sołectwo gminy Garbów. Według Narodowego Spisu Powszechnego z roku 2011 wieś liczyła 522 mieszkańców.
We wsi znajduje się zabytkowy dwór położony w zespole dworsko-parkowym z 1855 roku, który został sprywatyzowany w 2000 roku, odrestaurowany w 2010 roku ze środków unijnych i zaadaptowany na cele turystyczne. W czerwcu 2019 roku budynek ten został rozbudowywany o północną (utraconą po II wojnie światowej) część z przeznaczeniem na salę konferencyjno-szkoleniową. Ponadto nieoficjalnie ma ona także funkcję sali weselnej.
W latach 1954–1958 istniała gromada Leśce w ówczesnym powiecie puławskim.
W skład Lesiec wchodzą przysiółki wsi: Malinówka, Stanisławówka, Wólka Lesiecka. Nazwy są niestandaryzowane (nieoficjalne).
Wierni Kościoła rzymskokatolickiego należą do parafii Przemienienia Pańskiego w Garbowie.

## Demografia
W październiku 2018 roku, wieś miała 540 mieszkańców, a jej gęstość zaludnienia wynosiła wtedy około 70 osób na kilometr kwadratowy, ponieważ powierzchnia wsi rozciąga się na 774 hektarach.

### Populacja w poszczególnych latach
- Rok 1991 – 548 mieszkańców[17]
- Rok 1998 – 556 mieszkańców
- Rok 2002 – 555 mieszkańców
- Rok 2009 – 520 mieszkańców
- Rok 2011 – 522 mieszkańców[9]
- Rok 2018 – 540 mieszkańców[18]
- Rok 2021 – 550 mieszkańców[2].

## Organizacje społeczne
- Koło Gospodyń Wiejskich (powstałe w 1962 roku),
- Ochotnicza Straż Pożarna (założona w 1964 roku),
- Stowarzyszenie Rozwoju Wsi Leśce (powstałe w 2008 roku)[19]Budynek OSP

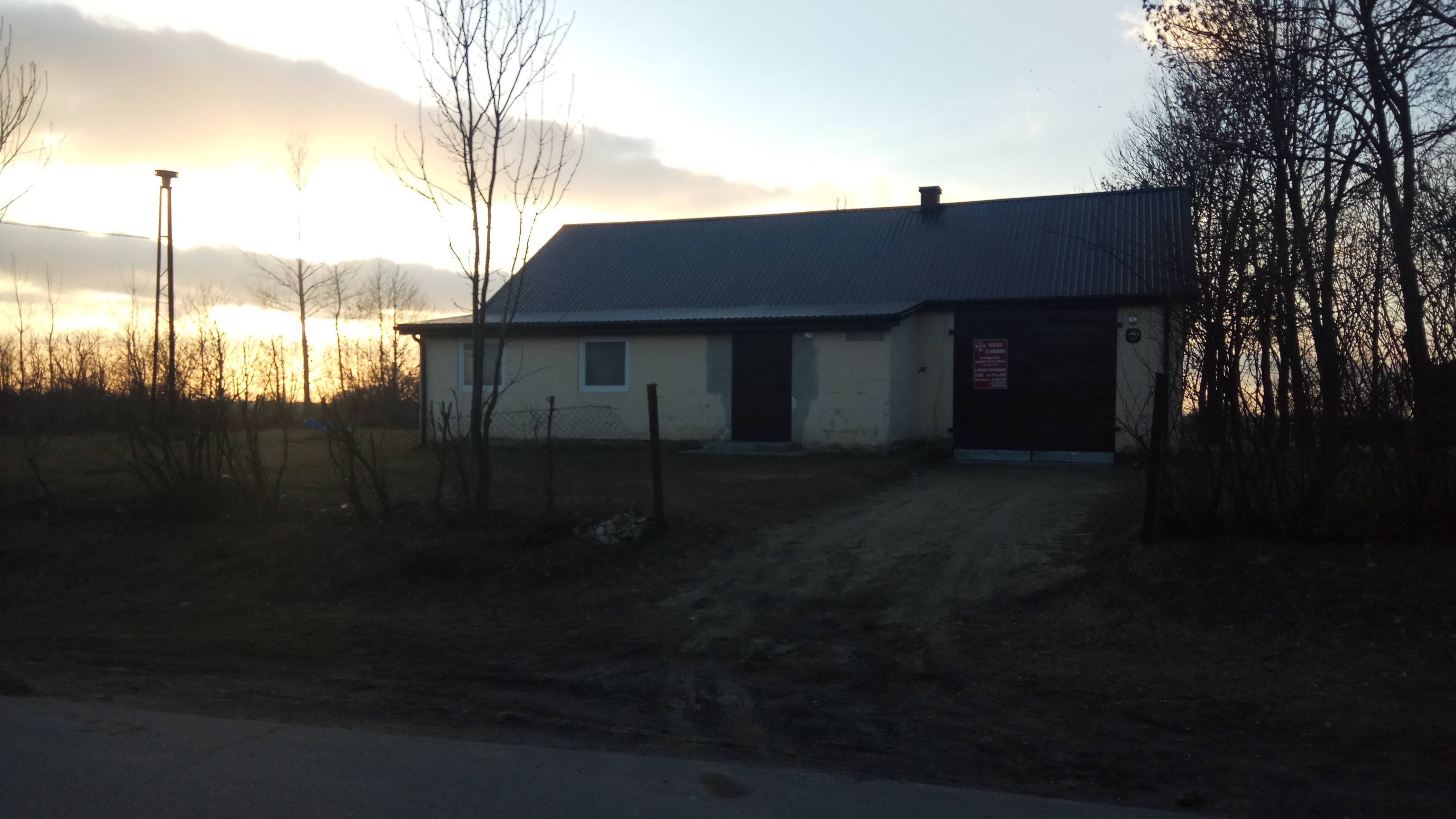
Budynek OSP

## Oświata
- Szkoła Podstawowa im. Zofii Trzcińskiej-Kamińskiej prowadzona przez Stowarzyszenie Rozwoju Wsi Leśce (zbudowana w 2000 roku),
- Społeczne Przedszkole Leśminkowo znajdujące się w budynku szkolnym, także prowadzone przez wspomniane stowarzyszenie (działa od 2012 roku)[19].

## Gospodarka

### Handel i usługi
- Sklep spożywczo-przemysłowy znajdujący się w budynku dawnej stajni z dworu[19],
- Dom weselny Dwór Leśce umiejscowiony w miejscowym zabytkowym dworze[20],
- 3 warsztaty samochodowe[21].

### Działalność gospodarcza
W miejscowości Leśce działa 35 zarejestrowanych działalności gospodarczych (stan na styczeń 2023).

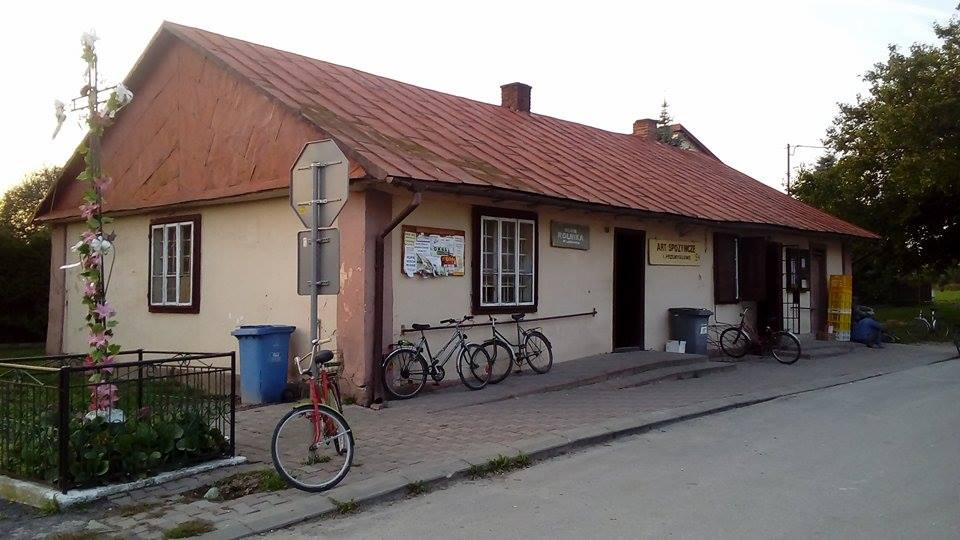
Klub Rolnika oraz sklep spożywczo-przemysłowy znajdujący się w drewnianym budynku należącym do sołectwa Leśce

## Postacie związane z miejscowością
W Dworze w Leścach, wychowała się, jako córka właścicieli majątku ziemskiego Leśce, Zofia Trzcińska-Kamińska, polska rzeźbiarka i medalierka autorka bardzo wielu prac sakralnych. Bliska mieszkańcom Lublina z wizerunku Orła Białego na Poczcie Głównej w Lublinie, a pozostałym Polakom za m.in. wzór 10 zł monety srebrnej z wizerunkiem Traugutta. Tworzyła wraz z mężem w letniej pracowni w tzw. "Rządcówce"  na terenie parku w Leścach,  a jej mąż – Zygmunt Kamiński, w 1927 roku zaprojektował tutaj pierwowzór dzisiejszego godła Polski. Ilość wybitnych prac małżonków –  Zygmunta i Zofii,  trudna jest to wyliczenia.

## Komunikacja

### Drogi publiczne
Przez Leśce przebiegają drogi:
- Droga ekspresowa S17, która na tym odcinku przebiega wspólnie z drogą ekspresową S12 i trasą europejską E372[24],
- Droga wojewódzka nr 828,
- Droga powiatowa nr 2201L relacji Leśce – Piotrowice Kolonia – Osówka – Krasienin[25],

- Drogi gminne o numerach:[26]
  - 105925L (Leśce – Borków),
  - 105926L (Piotrowice Wielkie – Piotrowice-Kolonia – kol. Podlesie),
  - 105927L (kol. Malinówka),
  - 105928L (Leśce – Wólka Lesiecka – Karolin),
  - 105929L (kol. Stanisławówka),
  - 105930L (kol. Kupiszówka),
  - 105955L (Leśce – Bogucin, kol. Lasek Bogucki),
  - 105956L (Kolonia Leśce – Piotrowice Wielkie).

#### Stan techniczny dróg
Wszystkie drogi publiczne posiadają nawierzchnię utwardzoną, z wyjątkiem trzech kilkusetmetrowych odcinków dróg gminnych.

#### Chodniki wzdłuż dróg
Na terenie miejscowości, poza 22-metrowego odcinka przy sklepie spożywczym przy drodze gminnej oraz 250-metrowego odcinka wzdłuż drogi wojewódzkiej nr 828  (przy rondzie i pod wiaduktem drogi ekspresowej nr S12/17), nie ma wybudowanych chodników wzdłuż dróg.

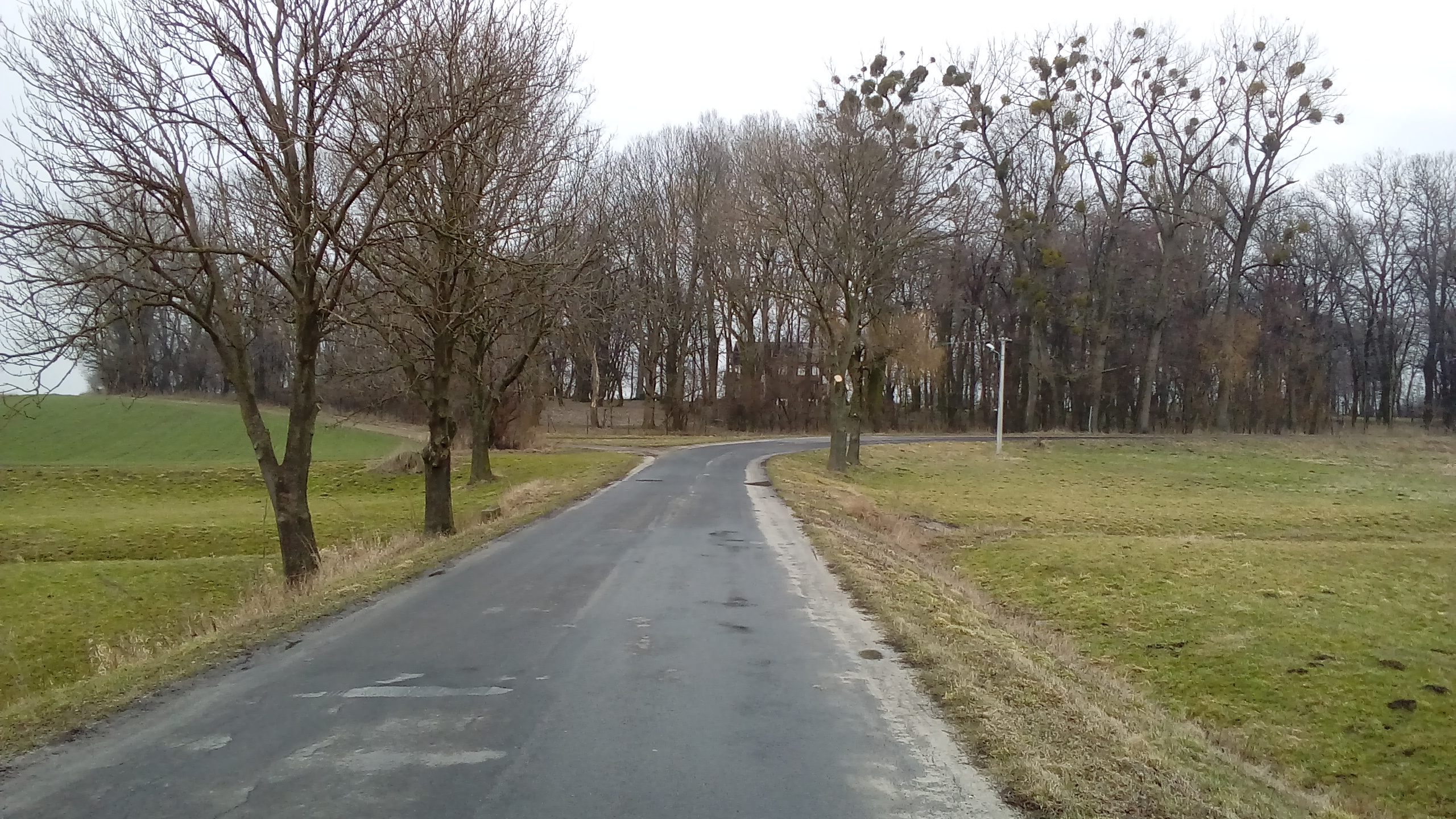
Droga powiatowa nr 2201L

### Komunikacja publiczna
W pobliżu miejscowości (3 km na południowy wschód) znajduje się przystanek autobusowy „Piotrowice Wielkie”, przy którym się zatrzymują autobusy linii nr 20 MPK w Lublinie. Ponadto, przez wieś jeździ prywatna linia autobusowa jadąca przez Bogucin i Sieprawki do Lublina.

## Geografia
Miejscowość leży na pograniczu Wysoczyzny Lubartowskiej (makroregion Nizina Południowopodlaska) oraz Płaskowyżu Nałęczowskiego (makroregion Wyżyna Lubelska). Przez wieś przepływa prawobrzeżny dopływ Wisły – Kurówka, który ma źródło w okolicznych Piotrowicach Wielkich. Oprócz zabudowań wiejskich, Leśce znaczną część zajmują użytki rolne (w szczególności grunty orne oraz łąki i pastwiska), a na północy wsi znajduje się las mieszany, który przez miejscowych mieszkańców jest nazywany Lasem Lesieckim. Miejscowość sąsiaduje z Borkowem, Karolinem, Bogucinem, Piotrowicami Wielkimi, Piotrowicami-Kolonią i Zofianem.

## Historia
Wieś Leśce (pierwotnie Leszcze) po raz pierwszy odnotowana została w roku 1383 jako należąca do parafii Garbów. W dokumentach z roku 1417 opisane są granice wsi z Bogucinem i Księżycami. Była to własność szlachecka o charakterze cząstkowym. Około roku 1400 wzmiankowany jest Piotr Leszczecki, który kupił sołectwo we wsi Jastkowa Dąbrowa i włączył je do wsi Leszcze.
Spośród XV-wiecznych właścicieli odnotowani są: w latach 1417–1430 Piotr herbu Nałęcz; 1420-1457 Jan Leszczecki; 1441-66 Piotr z Lesiec alias Piotrowic; 1470-1480 dziedzic Grot i Andrzej herbu Nałęcz. W końcu XV wieku funkcjonowały na terenie wsi dwa folwarki. W roku 1512 dobra Józefa z Lesiec zostały skonfiskowane za niestawienie się na wyprawę i nadane Stanisławowi Lodzi. W połowie XVII wieku większą częścią majątku lesieckiego władały Brygitki Lubelskie, które nabyły te ziemie od Gabryjela Lesieckiego, od potomków Aleksandra Sieprawskiego, Rafała i Wojciecha Lesieckich i Mikołaja Rybczewskiego. W rękach szlacheckich pozostawały wówczas niewielkie cząstki należące do Jakuba Sługockiego, Marcina Wolańskiego, Daniela i Jana Lesieckich oraz Hanny Sługockiej.
Około połowy XVIII w. dobra Leśce należały do rodziny Dmińskich, a następnie przeszły na własność Dąbrowskich. W roku 1785 Kazimierz Dmiński sprzedał majątek Ludwikowi Dąbrowskiemu, żonatemu z Petronelą z Bielińskich, którzy w 1795 r. zapisali Leśce swojemu synowi Michałowi Dąbrowskiemu. Po jego śmierci majątek został przekazany w 1834 r. dzieciom: Juliannie, Lucynie, Leonardowi i Eligiuszowi Dąbrowskim, które w tym samym roku sprzedały dobra Marcelemu Ligowskiemu. Po niepotomnej śmierci Marcelego Ligowskiego dobra przeszły w 1836 r. na dzieci jego brata. Po spłaceniu spadkobierców wyłącznym właścicielem został Ludwik Zembrzucki, który już w 1837 r. sprzedał majątek Wojciechowi Kołczyńskiemu, a ten z kolei w 1839 r. odsprzedał dobra Janowi Dobrzańskiemu.
Sytuacja własnościowa majątku ustabilizowała się dopiero w 1850 roku, gdy Leśce kupił Dionizy Trzciński (1817–1904). Od tego czasu aż do II wojny światowej majątek pozostawał w rękach jednej rodziny. Po nabyciu Lesiec Dionizy Trzciński wzniósł nową, zachowaną do naszych czasów siedzibę, którą usytuowano w niewielkiej odległości na zachód od starego dworu. Budowa nowego domu zakończona została w roku 1855. W sposób istotny rozbudowane zostało także zaplecze gospodarcze, bowiem na początku XIX w. na terenie folwarku lesieckiego znajdowały się 23 drewniane budynki gospodarcze i wiatrak. Według pomiaru z 1885 r. majątek liczył około 526 ha ziemi. Oprócz prowadzenia majątku lesieckiego Trzciński kierował także dużą huta szkła w Hucie Runiańskiej (vel. Rudzieńskiej) w pow. chełmskim (dziś Ruda Huta), która odziedziczyła po swoim ojcu Laura z Kamieńskich.
W 1906 r. właścicielem całości został Witold Trzciński (1851–1930). W Leścach osiadł on już kilka lat wcześniej, po śmierci swojej matki. Małżeństwo Witolda i Zofii z Unrugow miało troje dzieci – zmarłego przedwcześnie Tadeusza (1888–1913), Zofię (1890–1977) – rzeźbiarkę, żonę malarza i grafika Zygmunta Kamińskiego i Janinę (1895–1989) zamężną z Bolesławem Studzińskim. Dramatyczną cezurą w funkcjonowaniu majątku lesieckiego były wydarzenia wiosenne 1915 r., podczas których spłonęła większość budynków gospodarczych folwarku, natomiast szczęśliwie ocalał dwór. Okres międzywojenny musiał być zatem czasem odbudowy majątku. W 1933 r. w wyniku działu rodzinnego większą część majątku przejęli Janina i Bolesław Studzińscy, którzy zostali faktycznymi gospodarzami Lesiec do czasu jego upaństwowienia. Wkrótce po wojnie rozebrane zostało północne parterowe skrzydło dworu mieszczące kuchnie i w tak okrojonej formie obiekt zaczęła użytkować szkoła. W 2000 r. dwór został zakupiony przez prywatnych właścicieli, którzy przeprowadzili generalny remont, starając się przywrócić siedzibie i jej otoczeniu dawną świetność.